# 梨迹臣命
梨迹臣命（なしとみのみこと、生没年不詳）は、古代日本の豪族で中臣連の祖。梨富命、那志登美、梨津臣命（なしつおみのみこと）とも表記する。

## 概要
『記紀』に登場せず特に事績も知られないが、『近江国風土記』に掲載された余呉湖の羽衣伝説おいて、近江国伊香郡与胡郷の人である伊香刀美が、天女との間に生んだ二男二女の次男として登場している。
近江国式内社の乃彌神社の祭神とされ、合祀した乎彌神社において兄弟の臣知人命と共に祀られている。その他に意富布良神社にも配祀されている。

## 系譜
父は伊賀津臣命である。子孫は中臣氏、大中臣氏、藤原氏などになった。
また、『新撰姓氏録』によれば、河内国川跨連の祖であるという。